# Gerres nigri
Gerres nigri är en fiskart som beskrevs av Günther, 1859. Gerres nigri ingår i släktet Gerres och familjen Gerreidae. Inga underarter finns listade i Catalogue of Life.